# Dragoljub Galić
Dragoljub Galić (Goleši, Bania Luka, entonces  Austria-Hungría hoy República Srpska, 12 de octubre de 1909 - Goleši, 26 de agosto de 2018) fue un agricultor, campesino y supercentenario de la República Srpska, que en 2018 se convirtió en el hombre más anciano del mundo con 108 años y 318 días de edad. También cuenta con el título de ser el hombre más anciano de República Srpska, y la persona serbia más anciana de todos los tiempos.

## Biografía
Dragoljub Galić nació el 12 de octubre de 1909 en Goleši, cerca de Bania Luka, en Austria-Hungría (hoy República Srpska). Se casó durante el Reino de Yugoslavia. Dragoljub pasó la mayor parte de su vida en la agricultura y el trabajo físico. Durante la Segunda Guerra Mundial, luchó contra el Estado Independiente de Croacia (NDH) como chetnik de Draža Mihailović y como partidario de Josip Broz Tito (15 días). Dragoljub estuvo casado durante 75 años hasta que su esposa Milja murió en 2005. a la edad de 95.. La pareja tuvo siete hijos. Dragoljub dejó de beber y fumar unos 40 años antes de cumplir 108 años.
Hasta los 106 años, pudo ayudar a su hijo a cortar el césped. En enero de 2012, mi marcapasos se instaló con éxito. Fue la tercera persona de mayor edad en el mundo en someterse a una operación de este tipo. Cuando cumplió 108 años, tenía dos hijos vivos, una hija Krsta (85 años) y un hijo Damjan (72 años). También tuvo 11 nietos y 16 bisnietos. Vivía con su nuera Jelka y su hijo Damjan.
Dragoljub Galić falleció en el pueblo de Goleši, el 26 de agosto de 2018, a la edad de 108, 318 días.